# سام إل ناسا
سام إل ناسا هو لاعب كرة قدم كمبودي في مركز الهجوم، ولد في 25 أبريل 1984 في كمبوديا. شارك مع منتخب كمبوديا لكرة القدم. أما مع النوادي، فقد لعب مع نادي سفاي رينغ.

## وصلات خارجية
- سام إل ناسا على موقع الاتحاد الدولي (مؤرشف)  (الإنجليزية)
- سام إل ناسا على موقع قاعدة بيانات كرة القدم.إي يو (الإنجليزية)
- سام إل ناسا على موقع ناشيونال فوتبول تيمز (الإنجليزية)